# Данієль Гігакс
Данієль Гігакс (нім. Daniel Gygax, нар. 28 серпня 1981, Цюрих, Швейцарія) — швейцарський футболіст, що грає на позиції півзахисника у клубі «Цуг-94». Виступав за національну збірну Швейцарії.
Дворазовий володар Кубка Швейцарії.

## Клубна кар'єра
Вихованець футбольної школи клубу «Баден».
У дорослому футболі дебютував 1998 року виступами за команду клубу «Цюрих», в якій провів три сезони, взявши участь у 5 матчах чемпіонату. За цей час виборов титул володаря кубка Швейцарії.
Згодом з 2001 по 2002 рік грав у складі команд клубів «Вінтертур» та «Аарау».
Своєю грою за останню команду знову привернув увагу представників тренерського штабу клубу «Цюрих», до складу якого повернувся 2002 року. Цього разу відіграв за команду з Цюриха наступні три сезони ігрової кар'єри. Більшість часу, проведеного у складі «Цюриха», був основним гравцем команди. За цей час додав до переліку своїх трофеїв ще один титул володаря Кубка Швейцарії.
2005 року уклав контракт з клубом «Лілль», у складі якого провів наступні два роки своєї кар'єри гравця.
Протягом 2007—2010 років захищав кольори клубів «Мец» та «Нюрнберг».
З 2010 року чотири сезони захищав кольори команди клубу «Люцерн». Граючи у складі «Люцерна» також здебільшого виходив на поле в основному складі команди.
З 2014 по 2016 рік продовжував кар'єру в клубах «Аарау» та «Ле Мон».
З 2016 року виступає за клуб «Цуг-94».

## Виступи за збірну
2004 року дебютував в офіційних матчах у складі національної збірної Швейцарії. Протягом кар'єри у національній команді, яка тривала 5 років, провів у формі головної команди країни 35 матчів, забивши 5 голів.
У складі збірної був учасником чемпіонату Європи 2004 року в Португалії, чемпіонату світу 2006 року в Німеччині, чемпіонату Європи 2008 року в Австрії та Швейцарії.

## Досягнення
- Володар Кубка Швейцарії:

«Цюрих»: 1999-00, 2004-05